# Alerta
Alerta là một thành phố ở vùng Ucayali của Peru. Thành phố này nằm rất gần biên giới với vùng Maddre de Dios. Thành phố Alerta cách thủ phủ vùng là Pucallpa 696 km.
Ở đây có sân bay Alerta.